# NGC 6061
NGC 6061 ist eine 14,3 mag helle elliptischer Quasar vom Hubble-Typ E/S0 im Sternbild Herkules am Nordsternhimmel. Sie ist schätzungsweise 498 Millionen Lichtjahre von der Milchstraße entfernt und hat einen Durchmesser von etwa 145.000 Lichtjahren. Die Galaxie gilt als Mitglied des Herkules-Galaxienhaufens Abell 2151.
Im selben Himmelsareal befinden sich u. a. die Galaxien NGC 6053, IC 1189, IC 1190, IC 1191.
Das Objekt wurde am 8. Juni 1886 vom US-amerikanischen Astronomen Lewis A. Swift entdeckt.